# 2トーン・レコード
2トーン・レコード（2 Tone Records ）は、英国のレコード・レーベル。スペシャルズやマッドネス、セレクターなどのグループをかかえ、1970年代後半から80年代初頭に人気となった。彼らの音楽性の中心は、60年代前半にジャマイカで流行した、スカのサウンドであった。スペシャルズの代表曲「ルーディたちへのメッセージ」のオリジナルは、ジャマイカ系イギリス人のダンディ・リヴィングストン（Dandy Livingstone）である。

## 所属したアーティスト
- The Apollinaires
- Bad Manners (only for Dance Craze)
- The Beat (band) (aka The English Beat in the United States)
- The Bodysnatchers (band)
- Elvis Costello & The Attractions (only for one unreleased single)
- The Friday Club
- The Higsons
- JB's Allstars
- Madness (band)
- Rhoda Dakar
- Rico Rodriguez (musician)|Rico Rodriguez
- The Selecter
- The Specials (sometimes called The Special AKA)
- The Swinging Cats